# Caulaincourt
Caulaincourt es una comuna francesa situada en el departamento de Aisne, de la región de Alta Francia.

## Demografía
| 137 | 139 | 134 | 122 | 110 | 121 | 113 | 139 |
| Para los censos de 1962 a 1999 la población legal corresponde a la población sin duplicidades (Fuente: INSEE [Consultar]) |     |     |     |     |     |     |     |